# Distretto di Rîbnița
Il distretto di Rîbnița è uno dei 5 distretti della Transnistria, repubblica autoproclamata all'interno della Moldavia, con capoluogo Rîbnița di 82.699 abitanti al censimento 2004

## Geografia antropica

### Suddivisioni amministrative
Il distretto è composto da 1 città e 22 comuni

#### Città
1. Rîbnița

#### Comuni
1. Andreevca
2. Beloci
3. Broșteni
4. Butuceni
5. Cobasna
6. Crasnencoe
7. Ghidirim
8. Haraba
9. Hîrjău
10. Jura
11. Lenin
12. Mihailovca
13. Mocra
14. Molochișul Mare
15. Ofatinți
16. Plopi
17. Popencu
18. Sovetscoe
19. Stroiești
20. Ulmu
21. Vadul Turcului
22. Vărăncău